# Manganeses de la Polvorosa
Manganeses de la Polvorosa é um município da Espanha na província de Zamora, comunidade autónoma de Castela e Leão, de área 16,25 km² com população de 772 habitantes (2007) e densidade populacional de 49,97 hab/km².

## Demografia
| Variação demográfica do município entre 1991 e 2004 | Variação demográfica do município entre 1991 e 2004 | Variação demográfica do município entre 1991 e 2004 | Variação demográfica do município entre 1991 e 2004 |
| --------------------------------------------------- | --------------------------------------------------- | --------------------------------------------------- | --------------------------------------------------- |
| 1991                                                | 1996                                                | 2001                                                | 2004                                                |
| 1007                                                | 890                                                 | 835                                                 | 812                                                 |